# Allan Hornyak
Allan J. Hornyak (Bellaire, 3 marzo 1951) è un ex cestista statunitense.

## Carriera
Dopo tre stagioni con Ohio State, dove fu nominato due volte All-America, venne selezionato al secondo giro del Draft NBA 1973 dai Cleveland Cavaliers come 26ª scelta assoluta, e anche dagli Indiana Pacers nel Draft ABA dello stesso anno. Tuttavia Hornyak non giocò mai da professionista

## Palmarès
- NCAA UPI All-America Second Team (1972)[3]
- NCAA UPI All-America Third Team (1973)[3]